# Сент-Мари (серия картин Ван Гога)
«Сент-Мари» — серия картин и рисунков, написанных Винсентом Ван Гогом в 1888 году. Во время проживания Вана Гога в Арле, он совершил поездку в Сент-Мари-де-ла-Мер на Средиземном море, где создал несколько картин с морскими пейзажами и окрестностями Сент-Мари.

## Сент-Мари-де-ла-Мер
После двух лет бурной парижской жизни, измученный городом и жаждущий вернуться в деревню, в конце февраля 1888 года, по совету Тулуз-Лотрека, Винсент Ван Гог отправился во французский город Арль, «страну светлых и веселых тонов», в поисках «более богатой, более красочной» природы. Увлеченный цветущими садами, «в ярости работы», он написал около пятнадцати полотен на эту тему.
После розового и белого цвета садов Винсент захотел оценить «эффект синего моря и синего неба» и решил отправиться в Сент-Мари-де-ла-Мер, чтобы наконец-то увидеть Средиземное море: «Завтра рано утром я отправляюсь в Сент-Мари на Средиземное море. Я останусь там до вечера субботы. Я беру с собой три холста, но немного опасаюсь, что будет слишком ветрено для рисования. Я беру с собой всё необходимое для рисования».
В июне 1888 года Ван Гог совершил 30-мильную поездку на дилижансе из Арля в приморский рыбацкий поселок Сент-Мари-де-ла-Мер на побережье Средиземного моря. Недельная поездка Ван Гога была предпринята для того, чтобы восстановить здоровье и написать несколько картин и рисунков на морском побережье. В то время Сент-Мари был небольшой рыбацкой деревушкой с менее чем сотней домов.

## Приморский берег
Всего за несколько дней он создал две картины с изображением моря, одну с изображением деревни и девять рисунков. Одна из картин — «Лодки на берегу в Сент-Мари» (F413), хранящаяся в Музее Ван Гога, о которой он пишет брату Тео: «Я сделал рисунок лодок, когда уходил очень рано утром, и сейчас работаю над картиной на его основе, холст 30-го размера с морем и небом справа. Это было до того, как лодки поспешили уплыть; я наблюдал за ними каждое утро, но поскольку они уплывают очень рано, у меня не было времени их нарисовать». Часть работы над картиной была закончена в студии, например, передача света на песке, море и небе.
Ещё одним морским пейзажем Ван Гога стал «Вид на море в Сент-Мари» (F415), в котором он стремился передать влияние света на море. Он пишет: «Средиземное море имеет цвет макрели: другими словами, изменчивое — вы не всегда знаете, зелёное оно или фиолетовое, вы не всегда знаете, синее ли оно, поскольку в следующий момент постоянно меняющийся блеск принимает розовый или серый оттенок». По сравнению с другим драматическим морским пейзажем, написанным Ван Гогом в Сент-Мари, этот спокойный и причудливый, с неопасными волнами. Горизонтальные линии, близкие к горизонту, символизируют спокойное море, а закрученные линии и белые шапки на переднем плане создают ощущение турбулентности и отсылают к одной из любимых японских работ Ван Гога «Большая волна в Канагаве». На заднем плане рыбацкие лодки, возвращающиеся в деревню. Чтобы подчеркнуть контраст с зелёным цветом на картине, Ван Гог написал своё имя большими ярко-красными буквами в левом углу полотна.
На картине «Море в Сент-Мари» (F 417) сочетание высокой линии горизонта и лодок, расположенных близко к верхнему краю рамы, привлекает внимание зрителя к бурному морю на переднем плане и в центре картины. Ван Гог наполняет традиционный мотив моря с парусниками, столь любимый импрессионистами, большой жизненной силой и энергией. Он также создал три рисунка с этой композицией. Картина находится в собрании Государственного музея изобразительных искусств имени А. С. Пушкина.

## Деревня
На переднем плане картины «Вид на Сент-Мари» (F416) изображены ряды лаванды, протянувшиеся до Сент-Мари, тем самым привлекая внимание зрителя к картине. Деревня окружена стеной, в центре которой находится большая церковь. Картина приобретает трёхмерный вид, начиная с рельефных слоев синей краски на небе. Более тонкие мазки использовались для изображения поля и зданий.
Ван Гог нарисовал виды деревни, красивую улицу, линии домов, цыганский табор и несколько рисунков хижин, архитектуру которых он точно изучил: центральная балка, заканчивающаяся крестом, плетение крыш, текстура побелённых стен, сверкающих под солнцем. Этими рисунками он вновь занялся по возвращении в Арль и создал несколько превосходных работ.

## Галерея

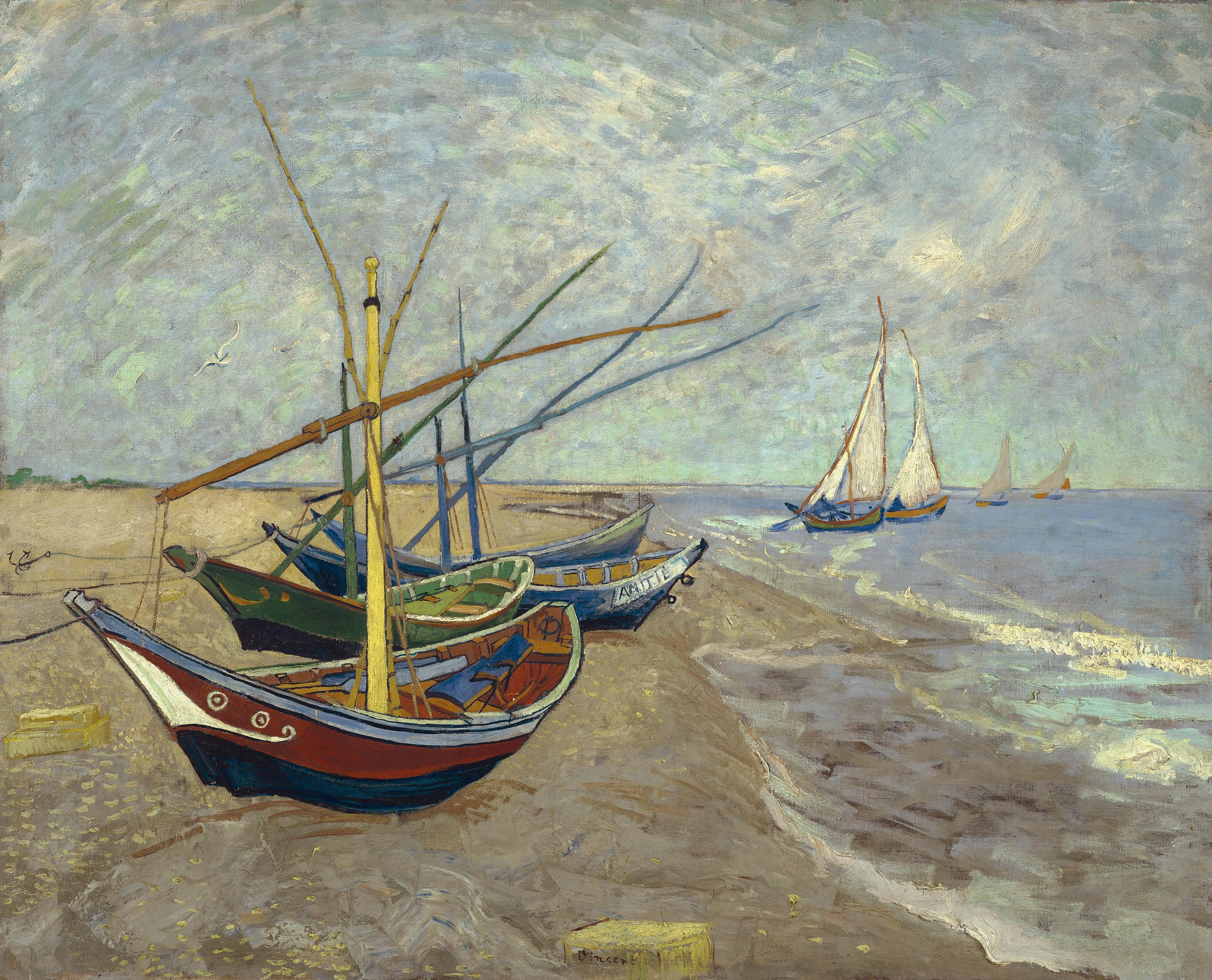
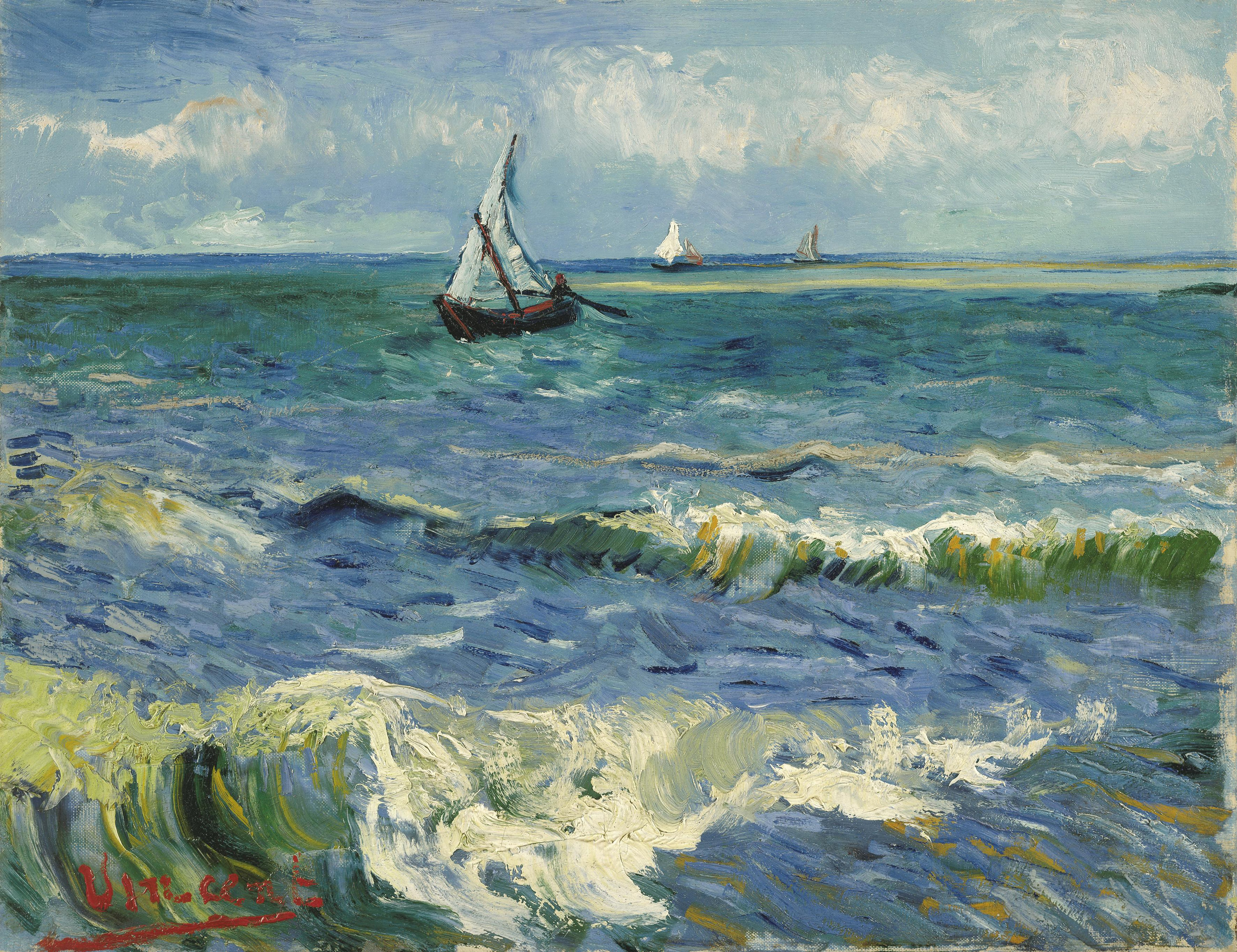
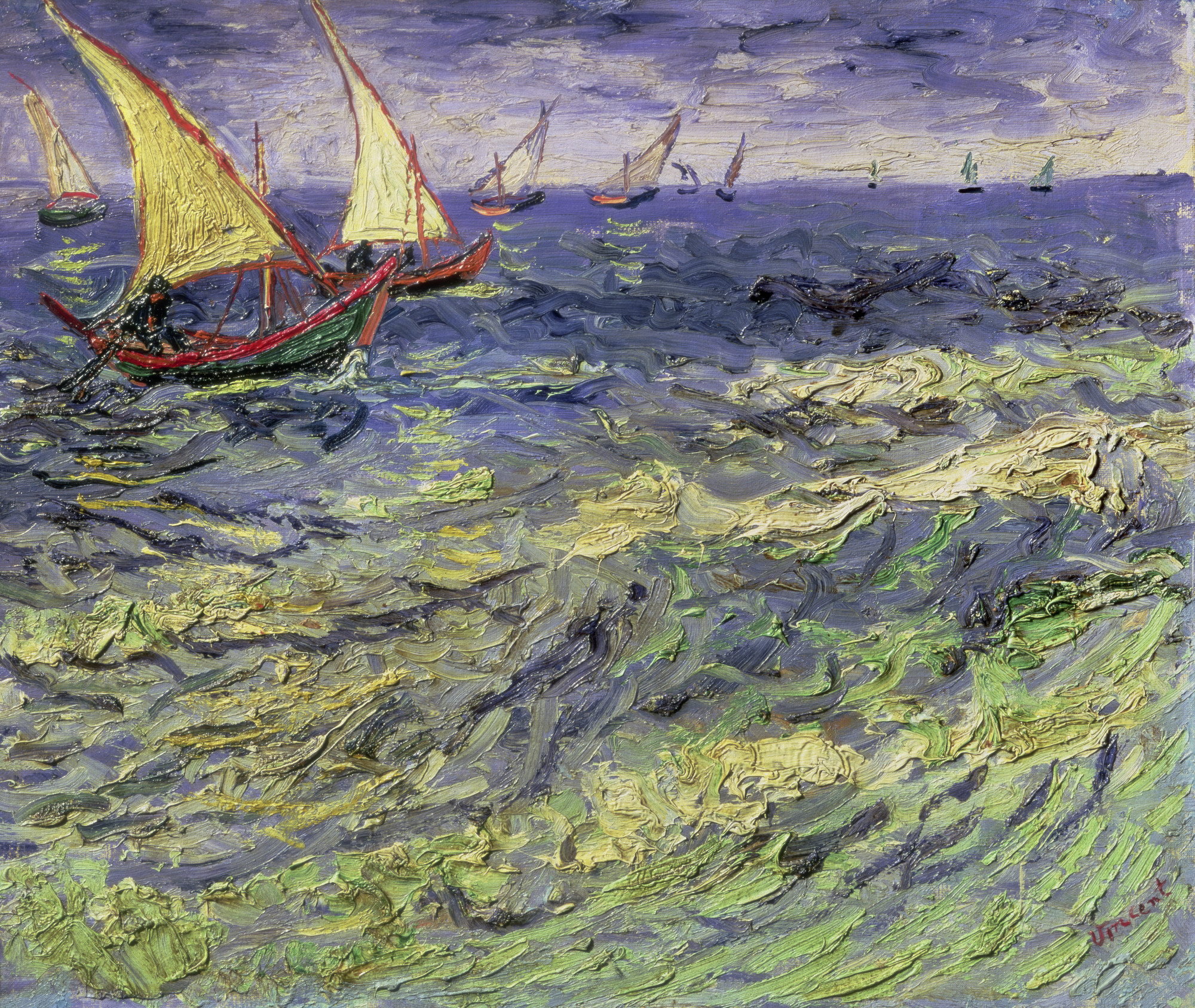
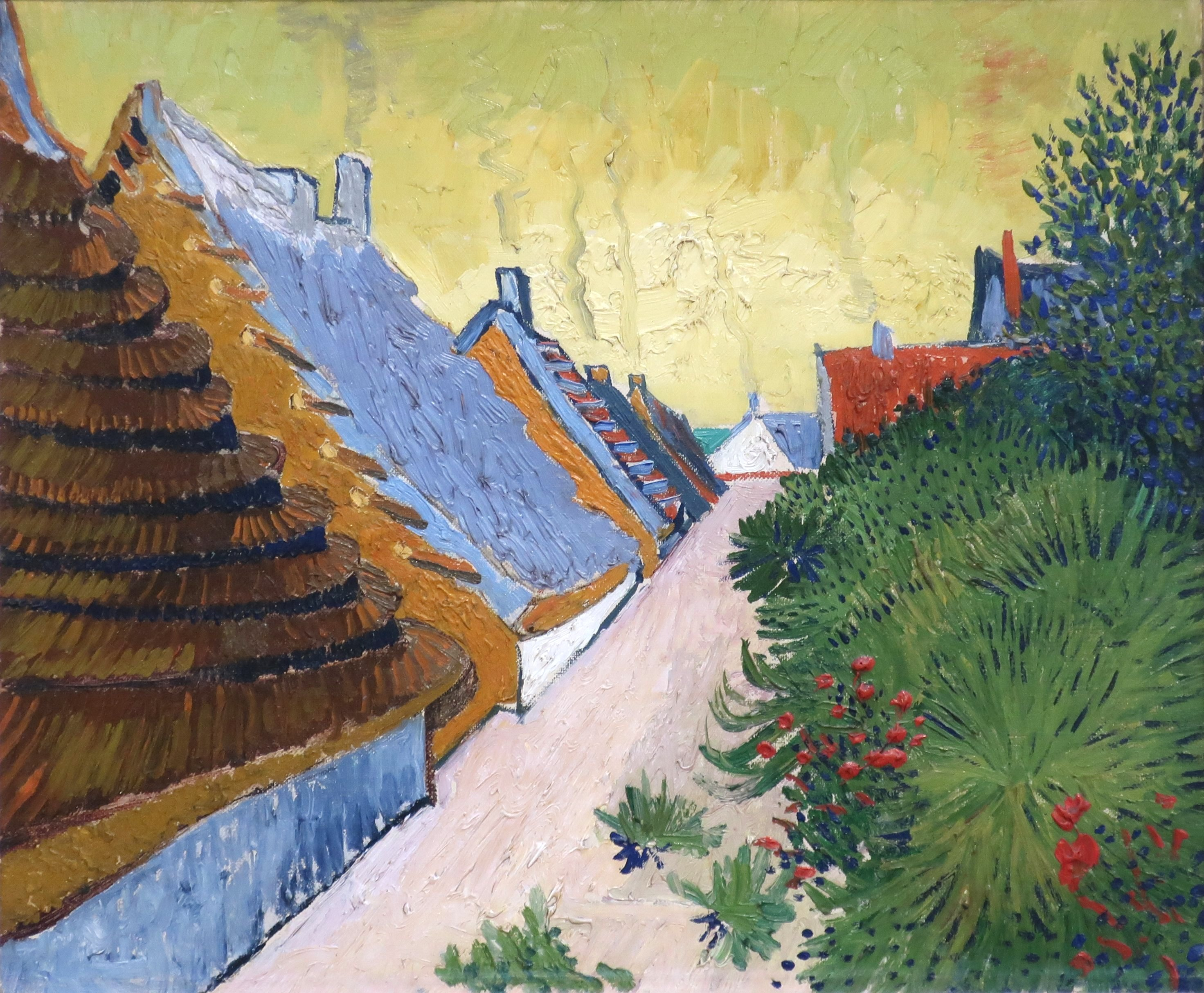
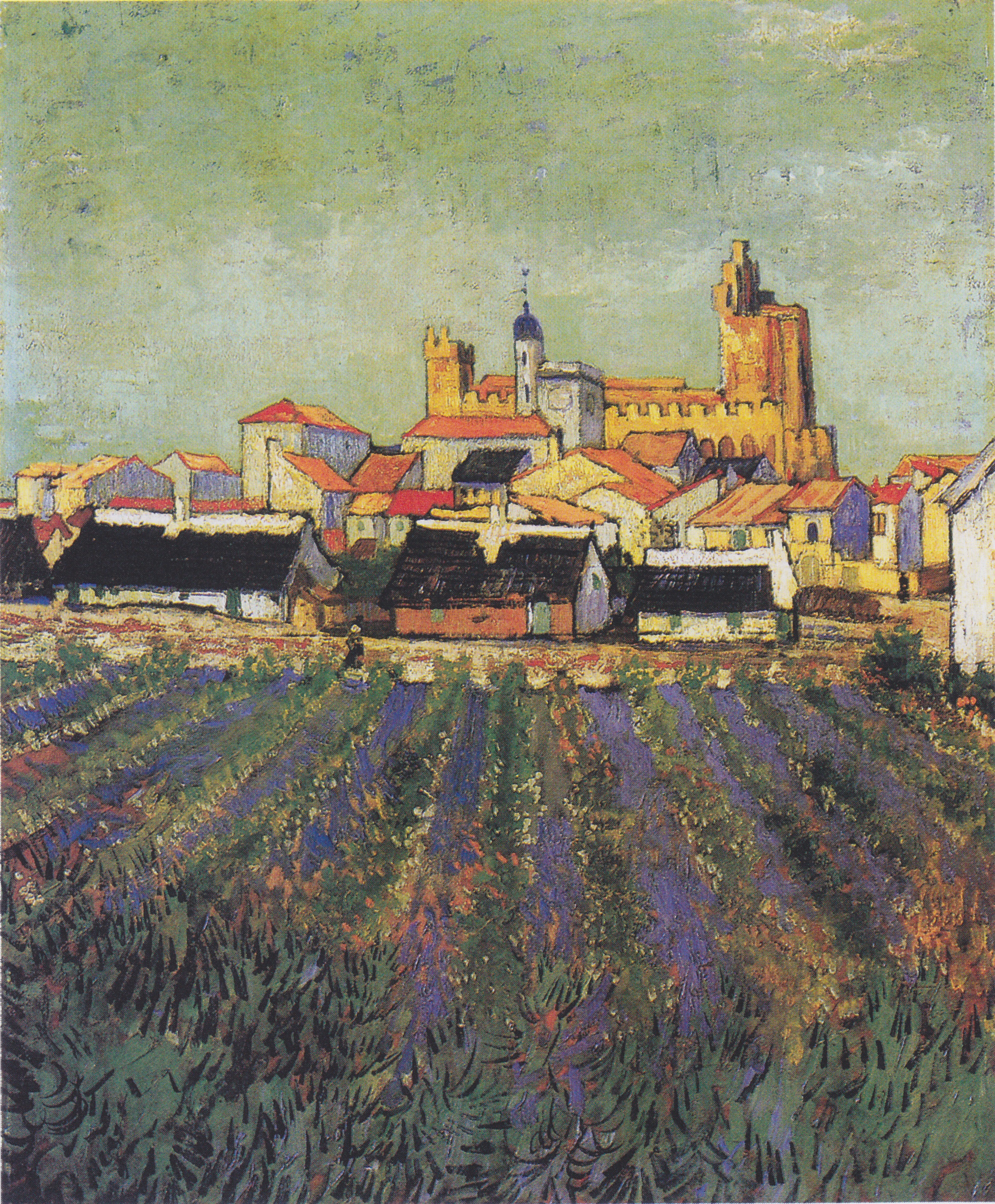